# Królestwo Czech
Królestwo Czech (cz. České království, niem. Königreich Böhmen, łac. Regnum Bohemiae) – historyczne państwo będące kontynuacją Księstwa Czech, istniejące od momentu koronacji Wratysława II na króla Czech. Po jego śmierci Czechy znów stały się księstwem. Ponownie istniało królestwo w czasie panowania Władysława II. Od czasów Przemysła Ottokara I tytuł królewski był dziedziczny. Od 1356 r. król Czech był jednym z elektorów Rzeszy. Po wygaśnięciu dynastii Przemyślidów, w 1306 r. Czechy przeszły pod panowanie Luksemburgów, po których rządzili Habsburgowie, Jerzy z Podiebradów, Maciej Korwin i Jagiellonowie. Po bezpotomnej śmierci Ludwika II Jagiellończyka w 1526 r. Czechy dostały się pod panowanie Habsburgów. W 1741 r. królem Czech wybrano Karola Wittelsbacha. 
Od 1849 r. kraj koronny Cesarstwa Austrii, obejmujący obszar Czech właściwych. W wyniku rozpadu Austro-Węgier po I wojnie światowej tereny Królestwa Czech weszły w skład Czechosłowacji.

## Historia

### Ostatni Przemyślidzi
W latach 1003–1212 Księstwo Czeskie było lennem Świętego Cesarstwa Rzymskiego. Pierwszym królem Czech dzięki poparciu cesarza Henryka IV został Wratysław II w roku 1085. W 1212 r. przyszły cesarz Fryderyk II Hohenstauf wydał w podzięce za otrzymaną pomoc od Przemysła I Złotą Bullę Sycylijską. Bulla podniosła pozycję Czech z lennika do uprzywilejowanego członka Cesarstwa Rzymskiego, przyznawała dziedziczny tytuł królewski książętom Czech i zmniejszała obowiązkowe posiłki wojskowe dostarczane przez Czechy do symbolicznej liczby trzystu zbrojnych. Cesarz, jako senior, zobowiązał się do udzielania inwestytury tylko takim władcom, którzy cieszyć się będą zaufaniem czeskiej szlachty, co pozwoliło na wykształcenie się monarchii elekcyjnej po wymarciu Przemyślidów.
Podczas panowania Przemysła Ottokara I (1197–1230) miał miejsce napływ niemieckich osadników, rozwój miast, handlu i przemysłu. Dzięki zwiększonym dochodom jego wnuk Przemysł Ottokar II rozszerzył swoje panowanie na obszar od obszaru historycznego Śląska poprzez Austrię po Słowenię. Doprowadziło to do konfliktu z Habsburgami, a sam Ottokar II zginął w bitwie na Morawskim Polu. Jego syn Wacław II podbił część ziem polskich i koronę Polski, jednakże jego syn Wacław III został zamordowany w drodze do Polski na koronację, w wyniku czego główna linia dynastii wygasła.

### Dynastia Luksemburgów

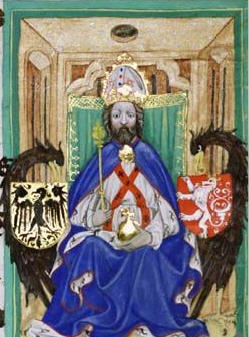
Karol IV Luksemburski

Po śmierci Wacława II nastąpił okres destabilizacji państwa i konfliktów z Cesarstwem Rzymskim, zażegnany dopiero małżeństwem córki Wacława II, Elżbiety z Janem Luksemburskim, synem cesarza Henryka VII. Na mocy układu w Trenczynie (1335) Polska zrzekła się praw do Śląska na rzecz Czech, a król czeski dziedzicznego prawa do tronu polskiego.
Syn i następca Jana Luksemburskiego, Karol IV został wybrany na cesarza rzymskiego (1355) i walnie przyczynił się do rozkwitu Pragi, która licząc 40 tys. mieszkańców stała się jednym z największych miast ówczesnej Europy. Jako stolica Cesarstwa Rzymskiego, Praga pełniła rolę jego centrum kulturalnego i intelektualnego. Rozpoczęto budowę Katedry św. Wita i mostu Karola. W roku 1348 zostało zaprojektowane Nowe Miasto, po dziś dzień pozostające przykładem nowoczesnej urbanistyki. Karol IV założył również Uniwersytet w Pradze, pierwszy w Europie Środkowej. Za jego panowania do Czech przyłączono Czeski Palatynat (1355–1401), Łużyce (1356–1635), Brandenburgię (1373–1415) oraz księstwa świdnickie i jaworskie (1392–1742).
W 1348 r. Karol IV ustanowił Koronę Czeską, w skład której wchodziły: Królestwo Czech, Margrabstwo Moraw, poszczególne księstwa śląskie oraz Ziemia Budziszyńska i Zgorzelecka, a z czasem także Dolne Łużyce i Marchia Brandenburska. 
Czeska korona świętego Wacława miała należeć do całego państwa i mogła być wyłącznie użyczana monarsze. 
Na mocy Złotej Bulli Karola IV król czeski stał się jednym z czterech dziedzicznych elektorów świeckich, dokonujących wyboru cesarza rzymskiego. Obok znajomości języka niemieckiego i włoskiego, Bulla zobowiązywała dziedzica elektora do znajomości języka czeskiego. Dzięki staraniom Karola IV odnowiono słowiańską liturgię w klasztorze Emaus w Pradze, na co uzyskano specjalną zgodę papieża. Ponownie obok łacinki zaczęto używać głagolicy i języka staro-cerkiewno-słowiańskiego. Klasztor stał się prężnym ośrodkiem teologicznym, w którym nauki pobierali przyszli przywódcy husyccy, m.in. Jan Hus. Kres liturgii słowiańskiej położyły ok. 1430 r. wojny religijne.

#### Protestanckie Czechy

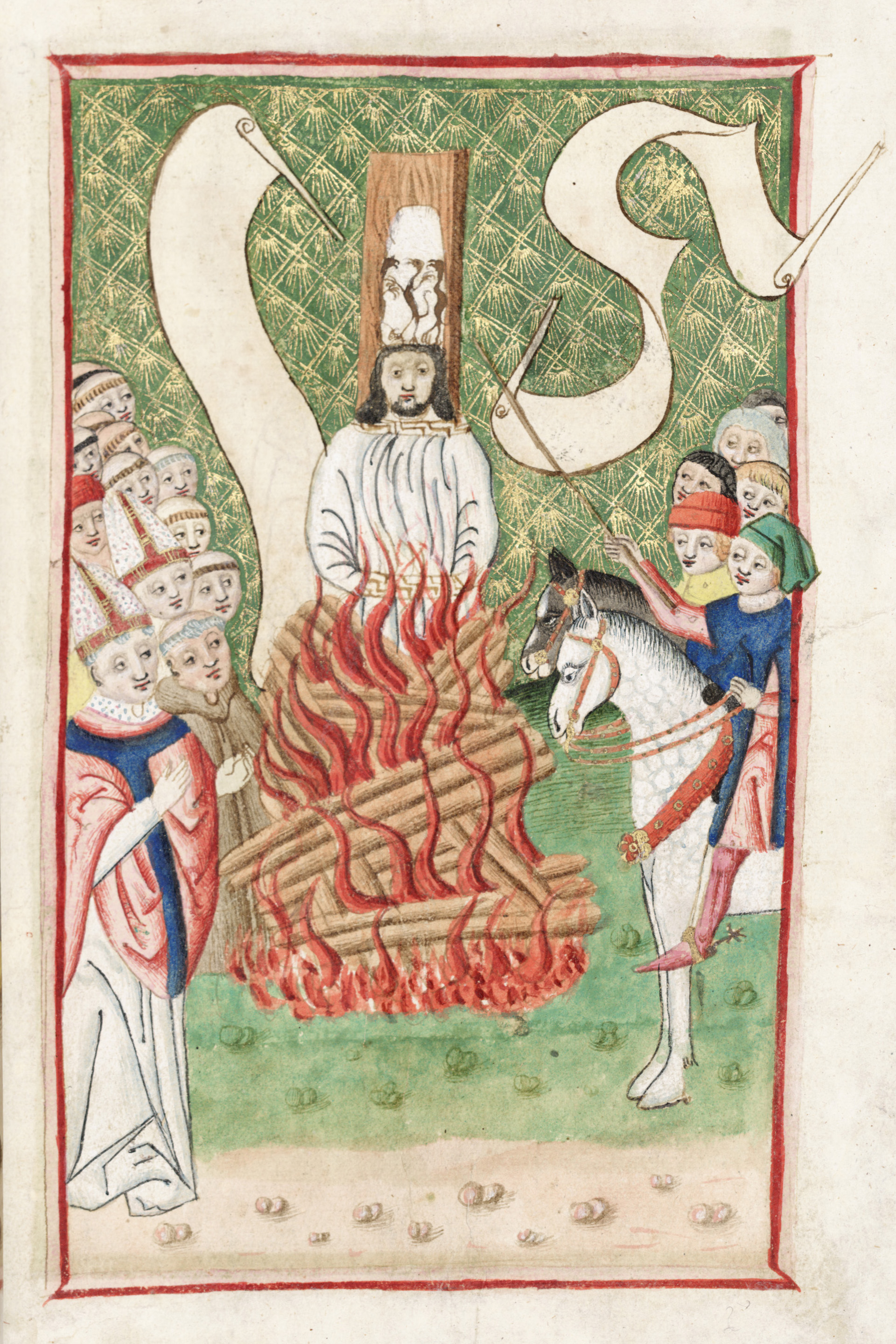
Jan Hus na stosie w Konstancji. Skazanie Husa na śmierć wywołało wybuch powstania husyckiego w Czechach. Kodeks jeński, początek XVI w.

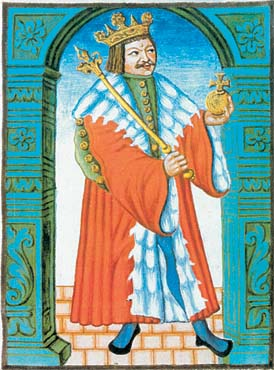
Jerzy z Podiebradów – husycki król Czech. Iluminacja z 1607 r.

Wprowadzenie liturgii słowiańskiej oraz działalność Konrada Waldhausera, Jana Milicza i przede wszystkim Jana Husa utorowały drogę dla reformatorskiej działalności husytów, których główne postulaty wyrażono w artykułach praskich (prawo do swobodnego głoszenia Słowa Bożego, przywrócenie komunii pod dwiema postaciami dla świeckich, odebrania duchowieństwu władzy świeckiej i sekularyzacja dóbr kościelnych oraz karanie za grzechy śmiertelne tylko przez władzę świecką). Podczas Soboru w Konstancji w 1414 r. Jan Hus został skazany na śmierć za herezję. Do procesu walnie przyczynili się hierarchowie katoliccy. Wieść o spaleniu Husa doprowadziła w Czechach do wybuchu rebelii husyckiej przeciw katolikom.
W 1420 r. Zygmunt Luksemburski został ukoronowany na króla czeskiego, jednak zmuszono go do ucieczki z Pragi. Wobec zaistniałej sytuacji papież razem z królem rzymskim ogłosili w latach 1420–1431 pięć wypraw krzyżowych przeciw heretyckim Czechom. Wszystkie krucjaty zostały zwyciężone przez wojska husyckie dowodzone przez Jana Żiżkę. Dopiero w 1436 r., na skutek ugodowej polityki kalikstynów, trzon wojsk husyckich niechętny negocjacjom z papiestwem i cesarzem (od 1433) Zygmuntem uległ rozbiciu. W tym samym roku zawarto kompaktaty praskie. W zamian za uznanie władzy papiestwa i praw Zygmunta do korony czeskiej kompaktaty zapewniały autonomię Kościoła husyckiego, możliwość odprawiania liturgii w języku czeskim i wybór arcybiskupa praskiego przez czeski sejm. Zygmunt zmarł w 1437 r., będąc ostatnim czeskim władcą z dynastii Luksemburgów.
W 1458 r. czeskie stany wybrały na króla Jerzego z Podiebradów, którego nie uznali biskupi wrocławscy, szukający wsparcia w kurii rzymskiej. Po odrzuceniu kompaktatów praskich przez papieża Piusa II (1462), Jerzy otwarcie opowiedział się za husytyzmem. Po śmierci Jerzego z Podiebradów w 1471, jego następcą na tronie czeskim został wybrany Władysław II Jagiellończyk, pierwszy Jagiellon na tronie czeskim.
Część husytów inspirując się naukami Petra Chelčický utworzyła w 1457 r. Jednotę Braci Czeskich, która kontynuowała reformatorskie tradycje. Bracia czescy odrzucali możliwość prowadzenia walki zbrojnej z katolikami, koncentrując się na działalności gospodarczej, oświatowej i naukowej. Z czasem zaczęli być zwalczani przez utrakwistów, którzy nazywali ich pogardliwie „pikardami”. Czescy radykalni protestanci zakładali liczne szkoły, drukarnie i popularyzowali czeskojęzyczną literaturę w celu udostępnienia jej szerokim masom społecznym. W wyniku tych zmian doszło w latach 1520–1620 do rozwoju czeskiego humanizmu i największego rozkwitu literatury czeskiej, która rozprzestrzeniła się szeroko poza stany duchowny i szlachecki.

### Panowanie Habsburgów
W 1515 r. Jagiellonowie zawarli układ wiedeński z Habsburgami, dotyczący przyszłych małżeństw między Habsburgami i Jagiellonami. W 1516 r. na tronie zasiadł syn zmarłego Władysława II, Ludwik Jagiellończyk, który zginął bezpotomnie w 1526 r. To otworzyło drogę na tron Ferdynandowi I jako mężowi siostry Ludwika, Anny. Od tego czasu na tronie czeskim zasiadali niemal nieprzerwanie katoliccy Habsburgowie, choć do 1627 r. nie posiadali prawa do dziedziczenia tronu, gdyż każdy kandydat na króla musiał być najpierw zatwierdzany przez zgromadzenie stanów czeskich. Panowanie Habsburgów przyniosło Czechom ograniczenie przywilejów stanowych oraz swobód religijnych. W 1618 r. protestanci wyrzucili przez okna Zamku Praskiego dwóch namiestników nowego króla Ferdynanda II (defenestracja praska 1618). Wydarzenie to stało się bezpośrednią przyczyną wybuchu wojny trzydziestoletniej (1618–1648).

#### Okres pobiałogórski

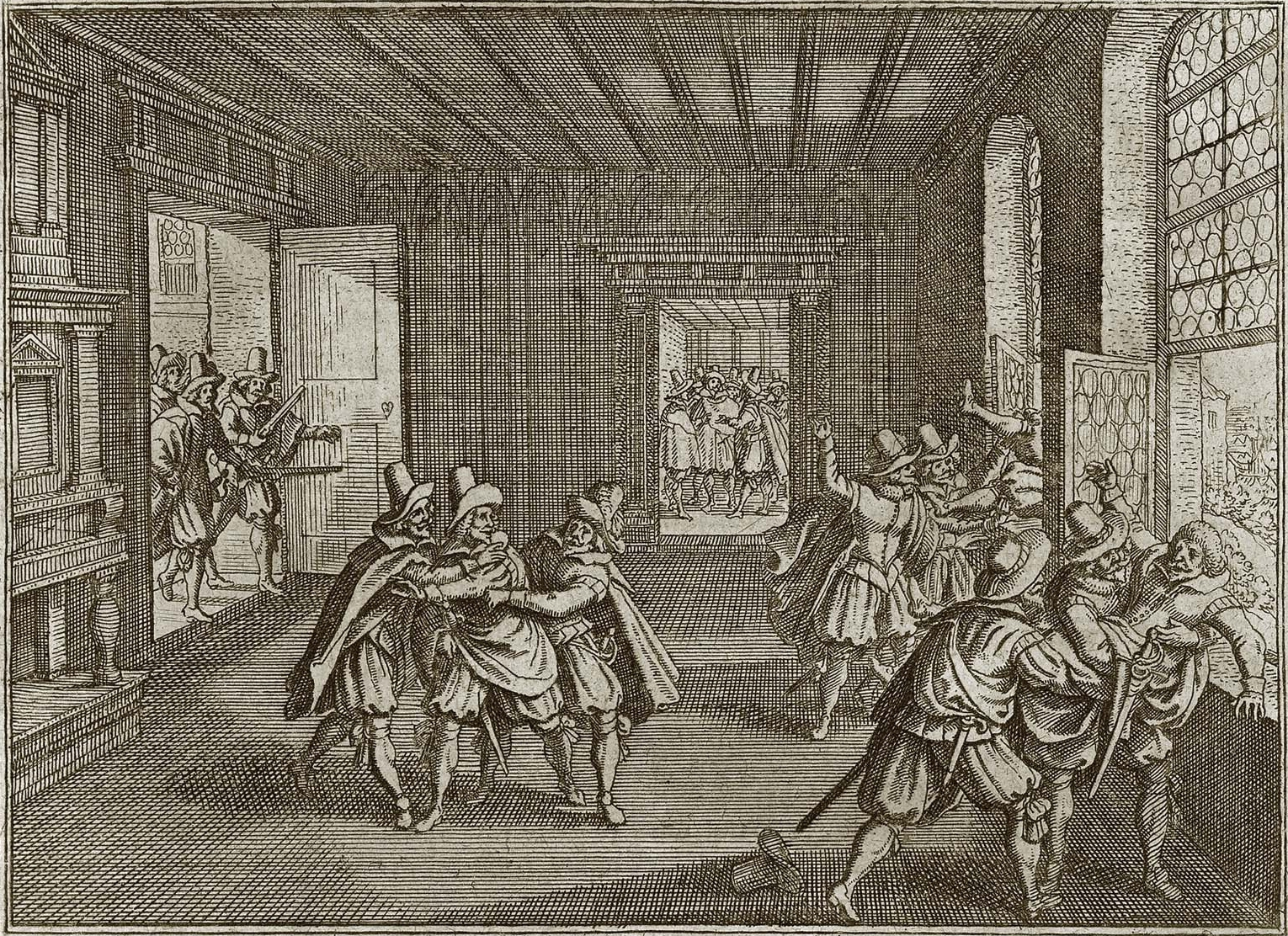
Defenestracja praska w 1618 r. Miedzioryt z 1662 r.

Bitwa na Białej Górze. Obraz Pietera Snayersa z 1620 r.

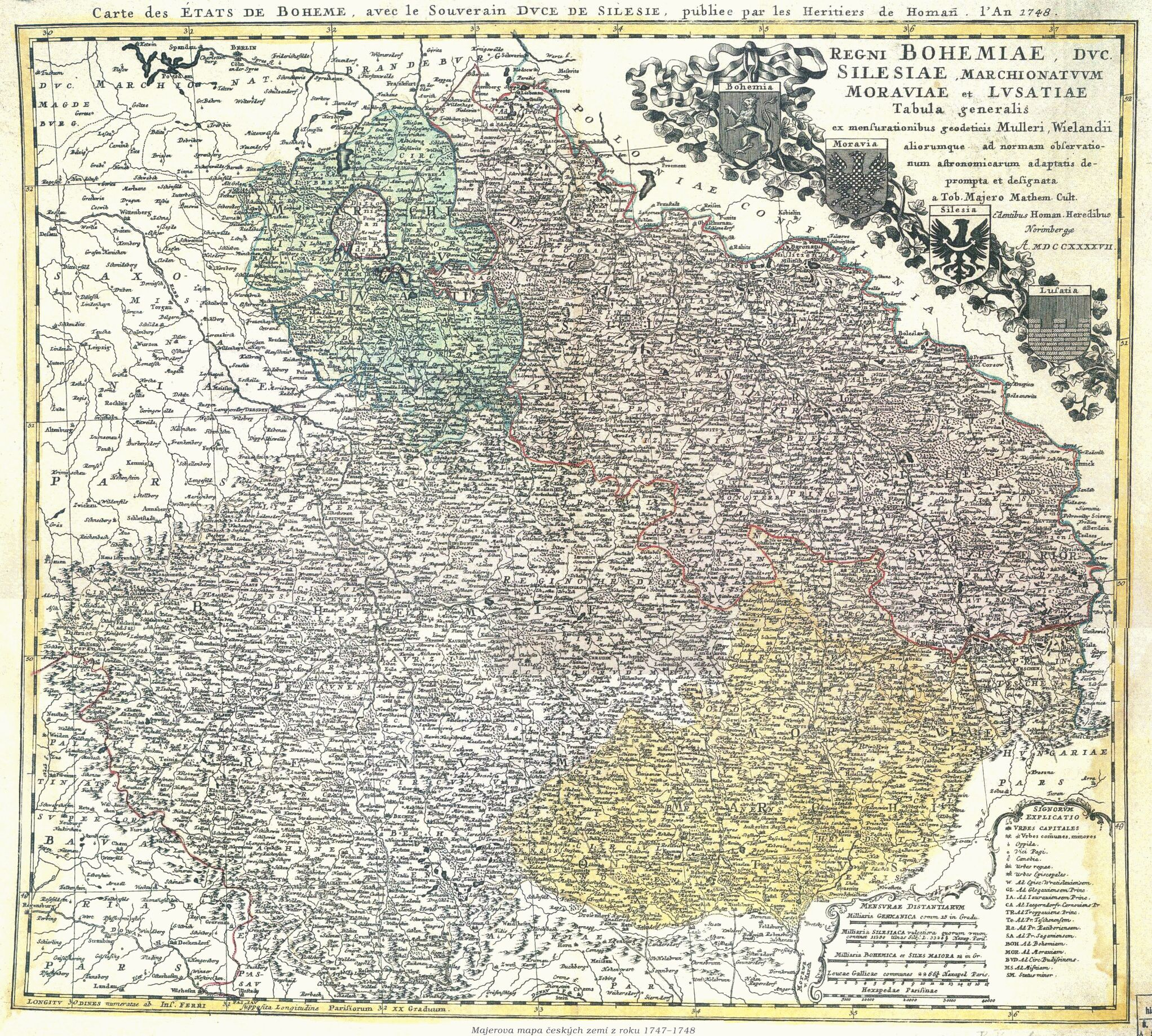
Mapa Ziemi Korony Czeskiej z 1747 r., ukazująca stan sprzed wojny trzydziestoletniej

Konsekwencją klęski Czechów na Białej Górze w 1620 r. była przymusowa rekatolicyzacja kraju, likwidacja monarchii elekcyjnej i zaprowadzenie sterowanego z Wiednia absolutyzmu. Czechy w latach 1486–1706 nie należały do Królestwa Niemieckiego, ale król Czech posiadał status elektora przy wyborze cesarza. Wraz z rekatolicyzacją doszło także do niemal całkowitej germanizacji szlachty i mieszczaństwa. Większość protestanckiej szlachty czeskiej emigrowała zagranicę, a jej majątki były konfiskowane. Wielu czeskich mieszczan przeszło na judaizm, będący wówczas jedyną legalną alternatywą wobec katolicyzmu. Dorobek kulturalny protestantów uległ w znacznej mierze zniszczeniu, palono protestanckie książki i dzieła sztuki. Na miejsce starej, protestanckiej szlachty czeskiej była osadzana nowa szlachta katolicka, w większości niemieckojęzyczna.
W 1635 r. za panowania Ferdynanda II utracono na rzecz Saksonii Łużyce, które nie powróciły w skład Ziemi Korony Czeskiej. Na skutek trzech wojen śląskich (1740–1763) Habsburgowie stracili niemal cały Śląsk na rzecz Prus. Tym samym w granicach Korony Czeskiej pozostała jedynie skrajna południowo-wschodnia część regionu śląskiego, tzw. Śląsk Austriacki.
W drugiej połowie XVII w. dochodzi do stabilizacji ekonomicznej, wzrostu gospodarczego i rozwoju budownictwa, szczególnie architektury barokowej. Za panowania cesarza Józefa II (1780–1790) przeprowadzono szereg reform, m.in. zlikwidowano zakon jezuitów, oddzielono władzę sądowniczą od władzy wykonawczej, zniesiono szarwark (1781) oraz wydano patent tolerancyjny (1781). Jednocześnie doszło do centralizacji i biurokratyzacji państwa oraz germanizacji urzędów i szkolnictwa wyższego. W 1804 r. Czechy stały się integralną częścią Cesarstwa Austriackiego.

#### Odrodzenie narodowe
W wyniku rozpowszechnienia szkolnictwa i druku, czescy intelektualiści doprowadzili w latach 1775–1848 do odrodzenia języka czeskiego i powstania czeskiego ruchu narodowego. Sytuacji tej sprzyjały ideały późnego oświecenia, romantyzmu i rewolucji francuskiej, które docierały na ziemie czeskie. Głównym zadaniem działaczy odrodzeniowych była emancypacja Czechów w monarchii habsburskiej. Wiodącą rolę w podwyższeniu statusu i popularyzacji języka czeskiego odegrali m.in. Josef Dobrovský i Josef Jungmann, nadając czeszczyźnie cechy nowoczesnego języka literackiego. Głównymi źródłami inspiracji dla czeskich intelektualistów były: stara, protestancka literatura czeska, czeska kultura ludowa oraz literatura polska i rosyjska. Wraz z odrodzeniem narodowym nasiliły się nastroje panslawistyczne z silną orientacją prorosyjską (František Ladislav Čelakovský, Ján Kollár, Václav Hanka) oraz austroslawistyczne (Karel Havlíček Borovský, Pavel Jozef Šafárik, František Palacký). Za apogeum i moment kulminacyjny czeskiej historii zaczęto uważać husytyzm i okres przed bitwą na Białej Górze. Najważniejszymi instytucjami związanymi z Odrodzeniem Narodowym były Królewskie Czeskie Towarzystwo Naukowe (1784) i Muzeum Narodowe w Pradze (1818).
W 1719 zaczęła się ukazywać w Pradze pierwsza gazeta czeskojęzyczna, a w 1771 r. była wystawiona pierwsza od co najmniej stu lat sztuka teatralna w języku czeskim. W roku 1790 została w Pradze otwarta Česká expedice, pierwsze wydawnictwo zamierzone na publikowanie druków czeskojęzycznych. Niemałą rolę w czeskim odrodzeniu narodowym nieświadomie odegrali Habsburgowie. W 1746 r. w wiedeńskim Terezjanie rozpoczęto naukę języka czeskiego. W następnych latach język czeski zaczęto wykładać w Terezjańskiej Akademii Wojskowej, Szlacheckiej Akademii Wojskowej oraz na Uniwersytecie Wiedeńskim (1775). W 1792 r. otwarto katedrę czeskiego języka i literatury na Uniwersytecie Karola. Działania te związane były z niewielką ilością Niemców w państwie Habsburgów i chęcią zwiększenia ilości stale brakujących urzędników w rozrastającym się państwie. Urzędników czeskich wysyłano nie tylko do Czech i na Morawy, ale także na wszystkie tereny zamieszkane przez Słowian.

#### Lata 1848-1918

Ziemie czeskie w obrębie Austro-Węgier: Królestwo Czech (1), Margrabstwo Moraw (9), księstwa śląskie (11)

W 1848 r. została ostatecznie zniesiona pańszczyzna. Począwszy od lat 50. XIX w. w polityce Habsburgów pojawiają się wyraźne neoabsolutystyczne tendencje, którym kres położył szereg klęsk wojennych. W 1859 r. Austria poniosła klęskę w wojnie z Francją, a w 1866 r. w wojnie z Prusami i została wyłączona ze Związku Niemieckiego. W celu wzmocnienia pozycji dynastii Franciszek Józef I był skłonny zaakceptować ustępstwa wobec Węgrów. W 1867 r. utworzono Austro-Węgry, mające charakter monarchii dualistycznej. Liczne starania czeskich elit o przyznanie Czechom podobnego statusu jak Węgrom nie przyniosły żadnych rezultatów. Czechy pozostawały nadal integralną częścią Austrii z wyraźnie uprzywilejowaną pozycją Niemców.
Dyplom październikowy z 1860 r. zakończył epokę absolutyzmu, co pozwoliło Czechom aktywnie uczestniczyć w życiu politycznym Austro-Węgier. W 1869 r. wprowadzono obowiązek uczęszczania do 8-letniej szkoły. W 1882 r. Uniwersytet Karola w Pradze został rozdzielony na część niemiecką i czeską. W 1883 r. rozpoczął swą działalność Teatr Narodowy w Pradze. W drugiej połowie XIX w. nastąpił ogólny rozwój systemu edukacji, literatury, sztuki i wielu innych aspektów kultury. W wyniku szybkiej industrializacji Czech (lata 60.–90. XIX w.) zmieniła się znacząco struktura społeczna kraju. Pojawiła się czeska burżuazja i liczna klasa robotników, zatrudnionych w fabrykach i manufakturach.